# Everwood
Everwood är en amerikansk TV-serie som visades i fyra säsonger mellan 2002 och 2006 på TV-kanalen The WB. Serien kretsar kring läkaren Andrew Brown, spelad av Treat Williams, och hans familj och patienter i den fiktiva staden Everwood i Colorado, USA.
Everwoods centrum spelades i verkligheten in i Ogden och South Salt Lake, Utah, USA, och seriens pilot-avsnitt spelades in i Calgary, Kanada.

## Rollista
| Skådespelare     | Rollfigur               | Säsong    | Säsong    | Säsong    | Säsong    |  |
| Skådespelare     | Rollfigur               | 1         | 2         | 3         | 4         |  |
| ---------------- | ----------------------- | --------- | --------- | --------- | --------- |  |
| Treat Williams   | Dr. Andrew "Andy" Brown | Huvudroll | Huvudroll | Huvudroll | Huvudroll |  |
| Gregory Smith    | Ephram Brown            | Huvudroll | Huvudroll | Huvudroll | Huvudroll |  |
| Emily VanCamp    | Amy Abbott              | Huvudroll | Huvudroll | Huvudroll | Huvudroll |  |
| Debra Mooney     | Edna Harper             | Huvudroll | Huvudroll | Huvudroll | Huvudroll |  |
| John Besley      | Irv Harper              | Huvudroll | Huvudroll | Huvudroll | Huvudroll |  |
| Vivien Cardone   | Delia Brown             | Huvudroll | Huvudroll | Huvudroll | Huvudroll |  |
| Chris Pratt      | Bright Abbott           | Huvudroll | Huvudroll | Huvudroll | Huvudroll |  |
| Tom Amandes      | Dr. Harold Abbott       | Huvudroll | Huvudroll | Huvudroll | Huvudroll |  |
| Stephanie Niznik | Nina Feeney             | Biroll    | Huvudroll | Huvudroll | Huvudroll |  |
| Merrilyn Gann    | Rose Abbott             | Biroll    | Biroll    | Huvudroll | Huvudroll |  |
| Nora Zehetner    | Laynie Hart             | Biroll    | Huvudroll |           |           |  |
| Marcia Cross     | Dr. Linda Abbott        |           | Huvudroll |           |           |  |
| Sarah Lancaster  | Madison Kellner         |           | Huvudroll | Biroll    |           |  |
| Scott Wolf       | Dr. Jake Hartman        |           |           | Huvudroll | Huvudroll |  |
| Anne Heche       | Amanda Hayes            |           |           | Huvudroll |           |  |
| Sarah Drew       | Hannah Rogers           |           |           | Huvudroll | Huvudroll |  |
| Justin Baldoni   | Reid Bardem             |           |           |           | Huvudroll |  |